# Spoorlijn Lübeck - Lübeck-Travemünde Strand
De spoorlijn Lübeck - Lübeck-Travemünde Strand is een Duitse spoorlijn in Sleeswijk-Holstein en is als spoorlijn 1113 onder beheer van DB Netze.

## Geschiedenis
Het traject werd door de Lübeck-Büchener Eisenbahn geopend op 1 augustus 1882 vanuit het toenmalige hoofdstation tot Travemünde Hafen en op 1 juli 1898 verlengd tot Travemünde Strand. 

## Treindiensten
De Deutsche Bahn verzorgt het personenvervoer op dit traject met RE en RB treinen.
| Serie | Treinsoort                       | Route                                                                     | Bijzonderheden                             |
| ----- | -------------------------------- | ------------------------------------------------------------------------- | ------------------------------------------ |
| RE 8  | Regional-Express (DB Regio Nord) | Hamburg Hbf – Bad Oldesloe – Lübeck Hbf – Lübeck-Travemünde Strand        | Zomers za/zo verder naar Travemünde Strand |
| RB 86 | Regionalbahn (DB Regio Nord)     | Lübeck Hbf – Lübeck-Travemünde Skandinavienkai – Lübeck-Travemünde Strand |                                            |

## Aansluitingen
In de volgende plaatsen is of was er een aansluiting op de volgende spoorlijnen:
Lübeck Hauptbahnhof
DB 1120, spoorlijn tussen Lübeck en Hamburg
DB 1121, spoorlijn tussen Lübeck en Büchen
DB 1137, spoorlijn tussen de aansluiting Brandenbaum en Lübeck Konstinbahnhof
Lübeck Hafen
DB 1130, spoorlijn tussen Lübeck Hafen en Lübeck Hauptgüterbahnhof
aansluiting Schwartau Waldhalle
DB 1100, spoorlijn tussen Lübeck en Puttgarden
Lübeck-Dänischburg
DB 1115, spoorlijn tussen Lübeck-Dänischburg en Herrenwyk
aansluiting Lübeck-Kücknitz
DB 1117, spoorlijn tussen Lübeck-Kücknitz en Lübeck Skandinavienkai
Lübeck-Travemünde Hafen
DB 1114, spoorlijn tussen Lübeck-Travemünde Hafen en Lübeck-Niendorf

## Elektrificatie
Het traject werd in 2008 geëlektrificeerd met een wisselspanning van 15.000 volt 16⅔ Hz.